# ميسرة بن مسروق العبسي
ميسرة بن مسروق العبسي، أحد صحابة النبي محمد، كان من وفد بني عبس  الذين وفدوا على رسول الإسلام. تُوفي سنة 24 هـ / 644م.

## حياته
شهد  حجة الوداع، وقال للنبي وقتها: «الحمد لله الذي استنقذني به من النار». وبعد وفاة النبي محمد، ساند هو وقبيلته أبا بكر الصديق خلال فترة حروب الردة، وشارك في معركة اليمامة مع خالد بن الوليد. شارك في فتح الشام ومعركة اليرموك.